# 実相院 (羽生市)
実相院（じっそういん）は、埼玉県羽生市にある真言宗智山派の寺院。

## 歴史
創建年代は不明であるが、宥覚によって開山された。宥覚は1645年（正保2年）に寂していることから、逆算して寛永年間（1624年 - 1644年）に創建されたものと推測される。正覚院住職の隠居寺として建てられた。
当院の参道には六地蔵塔がある。明治初期の廃仏毀釈の際に、破壊されることを恐れて密かに隠した。すると近くの子どもの間で熱病がはやるようになった。これは「六地蔵様のお怒り」ということで、元に戻したところ、熱病は沈静化したという。

## 交通アクセス
- 南羽生駅より徒歩24分。